# Catophoenissa
Catophoenissa là một chi bướm đêm thuộc họ Geometridae.

## Các loài
- Catophoenissa baynei (Prout, 1910)
- Catophoenissa costiplaga (Prout, 1910)
- Catophoenissa dibapha (Felder & Rogenhofer, 1875)